# Chiesa assira d'Oriente
La santa Chiesa assira d'Oriente (in siriaco ʿedtā d-madnḫā) è una Chiesa cristiana di rito siriaco orientale. Si considera la continuazione legittima della Chiesa d'Oriente.
Nata in Mesopotamia, questa Chiesa orientale ha conosciuto una rapida espansione che ha portato i suoi missionari a fondare comunità fino in Cina, dove la prima documentata comunità cristiana fu quella monastica nestoriana stabilitasi nel VII secolo a Chang'an (antico nome di Xi'an, capitale della dinastia Tang), e in India, dove i discendenti dei suoi fedeli formano ora la Chiesa cattolica siro-malabarese, diverse chiese di rito antiocheno e un gruppo di 30.000 fedeli, la Chiesa siro-caldea d'Oriente, sorta nel 1862 e confermata come parte della Chiesa assira d'Oriente nel 1904.
Nei territori dell'attuale Iraq settentrionale e dell'Iran, dove ha avuto origine, la Chiesa d'Oriente si è scissa nel XVI secolo. Dalla scissione sono nate la Chiesa cattolica caldea e quella che, dal 1976, si chiama Chiesa assira d'Oriente. Conta tra i 300.000 e i 350.000 fedeli, di cui solo una minoranza vive nella terra natale.
Dall'8 settembre 2021 la Chiesa assira d'Oriente è retta dal patriarca Mar Awa III Royel. Con il suo predecessore, Mar Gewargis III, la sede patriarcale era stata trasferita in Mesopotamia dopo 80 anni all'estero. La nuova sede del patriarcato è Erbil, in Iraq, inaugurata il 14 settembre 2022.
A livello teologico, si caratterizza per il riconoscimento dei soli primi due concili ecumenici e di Nestorio come santo. La Chiesa assira d'Oriente non è in comunione con le Chiese ortodosse orientali poiché queste ultime riconoscono la validità anche del terzo concilio ecumenico.

## Aspetti generali

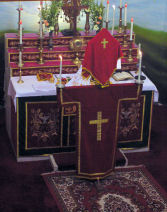
Croce Pasquale nel Santuario del Golgota.

La Chiesa assira d'Oriente si considera la continuazione della Chiesa d'Oriente. Soltanto a partire dal 1976 si chiama ufficialmente "assira", aggettivo che adottò per influsso di missionari anglicani del XIX secolo.
Il suo rito liturgico è quello siriaco-orientale.
La cristologia della chiesa fu fissata dal maestro della fede Babai il Grande, (551-628): la sua principale opera cristologica è il Libro dell'Unione, nel quale si afferma che le due qnome (essenze individuali) non sono mischiate, ma eternamente unite nell'unica parsopa (persona) di Gesù Cristo.

### La liturgia
La chiesa siro-orientale (assira e caldea) possiede una liturgia a sé stante, formatasi nel corso dei secoli. Si caratterizza per i tratti arcaici, per una spiccata sobrietà e per la dottrina cristologica e mariana preefesina.
Il battesimo non è fatto tramite aspersione, ma attraverso la recita di preghiere; l'anno liturgico è organizzato in serie di sette settimane.
Il tempo della preghiera durante la giornata è scandito in tre momenti simbolici: sera, notte e mattino. Il Salterio è diviso in sessanta sezioni (marmitha). La recita delle preghiere comprende anche la ripetizione delle risposte (ʿonitha).
La preghiera eucaristica più comune della Chiesa assira d'Oriente è l'anafora di Addai e Mari. Questa preghiera è ben nota agli studiosi di liturgie a causa dell'assenza in modo coerente delle frasi evangeliche che riportano le parole pronunciate da Gesù durante l'ultima cena, e che tutte le altre Chiese ripropongono nelle loro anafore («Questo è il mio corpo... Questo è il mio sangue...»).
Per questa ragione, soprattutto i cattolici per secoli non riconoscevano la validità della liturgia assira. Tuttavia, nel 2001, dopo uno studio approfondito, il Pontificio consiglio per la promozione dell'unità dei cristiani e la Congregazione per la dottrina della fede, della quale era allora prefetto il cardinale Ratzinger, dichiararono che la liturgia eucaristica celebrata con l'anafora di Addai e Mari è valida, e che i fedeli della Chiesa cattolica caldea possono ricevere la comunione nella Chiesa assira d'Oriente se sono impossibilitati a riceverlo nella propria chiesa. Questa dichiarazione venne approvata da papa Giovanni Paolo II.

## Storia
Per la storia di questa chiesa prima delle scissioni dei secoli XVI e XVII, vedi Chiesa d'Oriente.

### Divisione della Chiesa d'Oriente

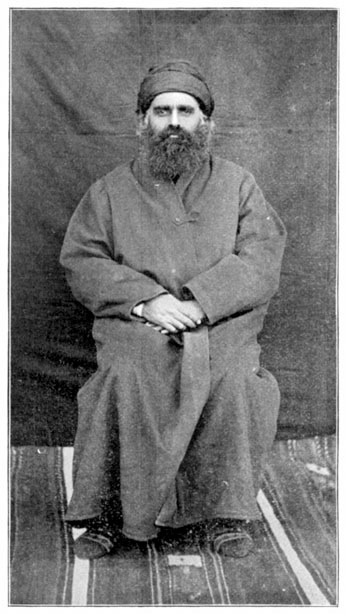
Shimun XVIII Rowil, patriarca della Chiesa assira nel 1897.

Nel 1534 i Turchi Ottomani conquistarono Bagdad. L'Impero turco pose i cristiani della Chiesa d'Oriente sotto la giurisdizione della Chiesa apostolica armena. Il sultano, infatti, non concesse firman (decreto) né berat (atto d'investitura) alla Chiesa d'Oriente. Questa situazione rimase immutata fino al 1843. Durante questo periodo i rapporti di diritto civile tra i cristiani d'Oriente e il governo di Istanbul furono regolati dalla Chiesa armena.
Fin dal XV secolo, una regola stabilì che il titolo di patriarca fosse assegnato solo in linea ereditaria, ai familiari del catholicos (da zio a nipote). La regola venne inaugurata da Mar Shimun IV (1437-1497). Un secolo dopo, questa regola provocò una «guerra di successione» all'interno della Chiesa assira. Il catholicos Simone Bar Mama morì nel 1551 (ma secondo altre documentazioni spirò nel 1558). Secondo la versione che attesta la sua morte al 1551, il suo successore avrebbe dovuto essere il giovanissimo nipote Simone Denha, ed in effetti alcuni vescovi procedettero alla sua elezione. Invece un gruppo di altri vescovi sostenne che Giovanni Sulaqa sarebbe stato più degno di Simone e lo elessero a loro volta, provocando così uno scisma. Egli prese il nome di Giovanni Sulaqa VIII e decise un riavvicinamento con la Chiesa cattolica. Si recò a Roma nel 1552 e nel 1553 ottenne dal papa Giulio III il titolo di patriarca della Chiesa cattolica locale di rito siro-orientale. La chiesa ebbe allora due linee di patriarchi antagonisti: a) una linea ereditaria di patriarchi che presero tutti il nome Eliyya ad Alqosh (circa 50 km a nord di Mosul); b) una linea di patriarchi che presero tutti il nome Shimun, con sede prima ad Amida (nell'alta valle del Tigri) e poi in diverse altre località. Solo questi erano in comunione con Roma. Nel 1600 adottarono anch'essi la norma dell'ereditarietà della successione.
Nel 1662, l'allora patriarca della linea di Amida, Mar Shimun XIII Denha, interruppe esplicitamente le relazioni con Roma e trasferì la sua sede nel villaggio di Qodchanis (oggi Konak), situato 500 km ad est di Amida. La situazione si complicò ulteriormente con la conversione alla fede cattolica del vescovo di Amida Yosep I, che nel 1677 ottenne dal governo turco il riconoscimento civile come patriarca di Amida e fu poi riconosciuto dal Papa nel 1681 come patriarca dei caldei cattolici.
Nel 1771 il patriarca di Alqosh, Eliyya XII, sottoscrisse una professione di fede cattolica, lasciando il patriarca di Qodchanis come l'unico non in comunione con Roma. Alla morte di Eliyya XII nel 1778, il suo successore Eliyya XIII ripudiò la professione di fede cattolica, ma morì nel 1804 senza un successore, mettendo fine alla linea ereditaria nestoriana di Alqosh, così che rimase soltanto quella, anch'essa ormai ereditaria, di Qodchanis. Per quanto riguarda la linea di Alqosh (cattolica), Yukhannan VIII Hormizd attirò a sé gran parte dei notabili del popolo caldeo e nel 1830 fu riconosciuto dalla Santa Sede come unico patriarca cattolico.

### Comunione con i cristiani in India

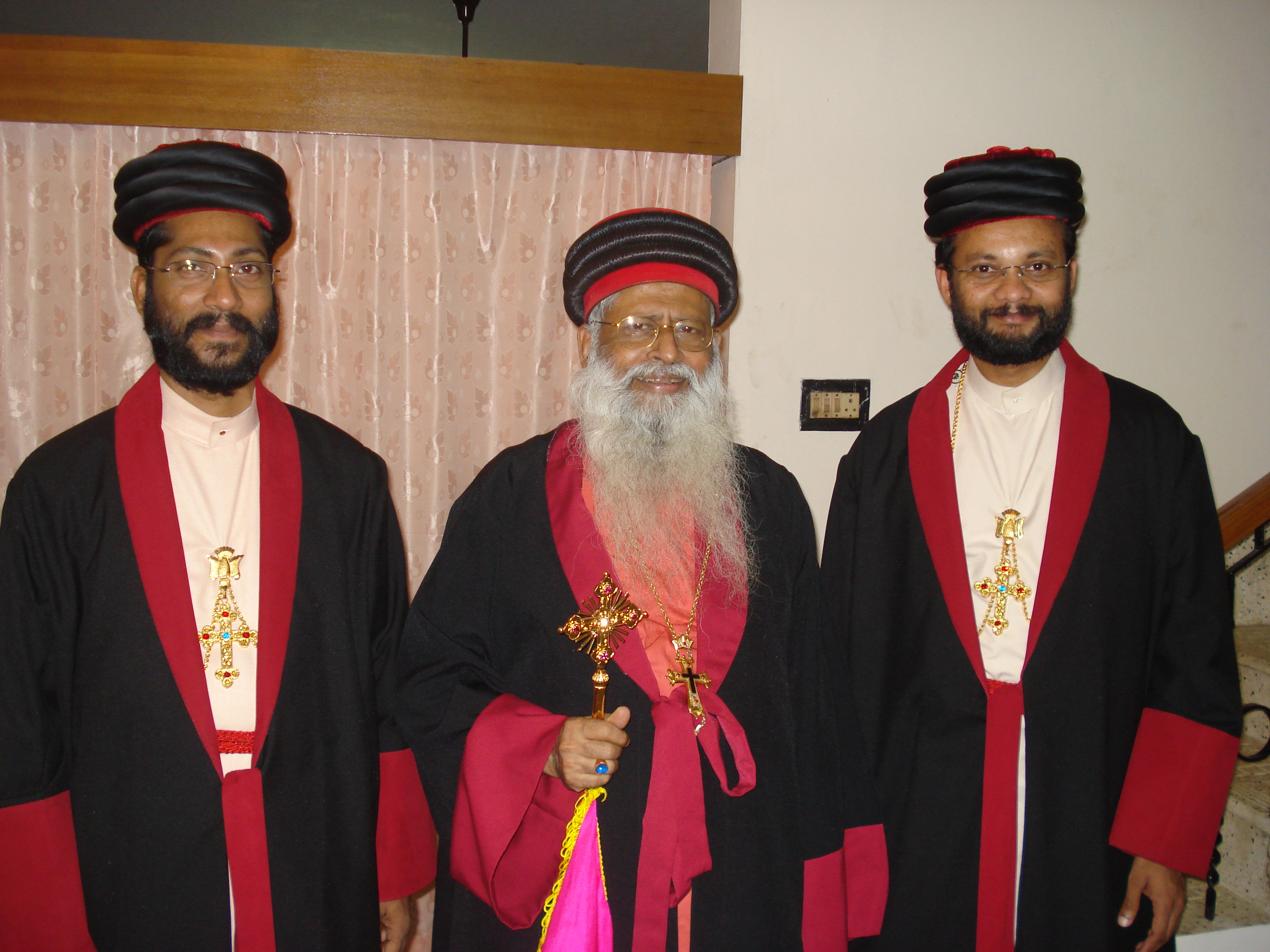
Metropolita Aprem Mooken e corepiscopi Yohannan Yoseph e Awgin Kuriakose

La sede patriarcale (quella della Chiesa cattolica caldea dopo lo scisma interno della Chiesa d'Oriente) nominò e inviò vescovi in India, l'ultimo dei quali, Mar Abraham, morì nel 1597. In seguito all'arrivo dei portoghesi (1498), vennero fondate nel paese molte missioni cattoliche. 

Nel sinodo di Diamper, apertosi il 20 giugno 1599 a Udayamperoor (o "Diamper") nel Malabar, i cristiani di san Tommaso accettarono una certa latinizzazione dei loro usi, ma conservarono la propria liturgia, l'Anafora di Addai e Mari, quella del rito caldeo in lingua siriaca. Però nel 1653 essi, con il Giuramento della Croce pendente, ricusarono i presuli gesuiti. Successivamente la gran parte di essi (i due terzi circa) tornò in comunione con la Chiesa cattolica per l'intervento di missionari carmelitani scalzi. Dieci anni più tardi, nel 1663, la Compagnia olandese delle Indie orientali sconfisse i portoghesi e ottenne il sopravvento nel Malabar. Nel 1665 arrivò, su una nave battente bandiera olandese, Mar Gregorios Abdul Jaleel, un vescovo ortodosso orientale, alla cui professione di fede aderirono gradualmente i cristiani ribellatisi alle autorità cattoliche, senza distinguere fra i siri orientali (Chiesa d'Oriente di tradizione nestoriana) e i siri occidentali (la Chiesa ortodossa siriaca, una delle Chiese ortodosse orientali di tradizione miafisita, quella teologicamente più distante dal nestorianesimo). Con il tempo fu introdotto fra essi il rito antiocheno, che contraddistingue le attuali Chiesa ortodossa siriaca del Malankara e Chiesa cristiana siriaca giacobita, mentre si continuò ad usare la liturgia della Chiesa d'Oriente (Anafora di Addai e Mari) fra i cattolici, che costituivano forse i due terzi, i quali diedero origine all'attuale Chiesa cattolica siro-malabarese.
Nel 1701 un vescovo assiro, Mar Simon, inviato da Yosep II Bet Ma'aruf, patriarca (con sede a Diyarbakır) dei cattolici siro-orientali, arrivò in Kerala. Lo scopo della missione di Mar Simon, che passò da Roma e Lisbona prima di raggiungere l'India, era di convertire i cristiani di san Tommaso che erano passati al miafisismo. Al suo arrivo, conferì l'ordinazione episcopale ad Angelo Francesco di Santa Teresa, nominato poco prima dalla Santa Sede vicario apostolico "della serra dei malabaresi" (ossia di san Tommaso). Dopo l'ordinazione, Mar Simon fu accompagnato a Pondicherry, dove rimase fino alla sua morte avvenuta il 16 agosto 1720.
Nella seconda metà del XIX secolo, due vescovi della Chiesa cattolica caldea resiedevano successivamente per alcuni anni a Thrissur. Il patriarca assiro consacrò nel 1862 come metropolita per l'India Abdisho Thondanat, che morì nel 1900. La riviviscenza di una Chiesa indiana in comunione con la Chiesa assira d'Oriente avvenne solo in seguito al fallito tentativo della Chiesa cattolica caldea nella seconda metà del XIX secolo di ottenere la soggezione dei cattolici indiani alla sua giurisdizione. Un gruppo di oltre 8.000 cristiani di Thrissur che di conseguenza si erano separati dalla Chiesa cattolica accettarono nel 1907–1908 il metropolita Abimalek Timotheus, nominato dal patriarca assiro Shimun XIX Benyamin. Timotheus morì il 30 aprile 1945. Sette anni più tardi, il patriarca Eshai Shimun nominò metropolita per l'India Thoma Darmo, originario, come Timotheus, dell'Anatolia.
Nel 1964 Thoma Darmo, che già dal 1960 proponeva l'abbandono della successione ereditaria (da zio a nipote) dell'ufficio di patriarca della Chiesa assira d'Oriente, aderì al movimento di protesta contro certe riforme (quali l'adozione del calendario gregoriano) decretate dal patriarca Eshai Shimun, movimento che diede origine all'Antica Chiesa d'Oriente. Nel 1968 tornò in Iraq e consacrò tre vescovi, i quali poi gli conferirono la consacrazione patriarcale e così divenne il primo patriarca dell'Antica Chiesa d'Oriente. Morì nel 1969..
Uno dei tre vescovi da lui consacrati per l'Antica Chiesa d'Oriente era l'indiano George Mooken, nato a Thrissur nel 1940, che divenne Mar Aprem Mooken. Nominato da Thoma Darmo metropolita per l'India il 28 settembre 1968, Aprem ottenne nel 1995 la riconciliazione personale e del partito dei "metropolitani" della Chiesa siro-caldea con il patriarca della Chiesa assira d'Oriente Dinkha IV, che gli consacrò due corepiscopi indiani.

### L'Iraq dal XX secolo ad oggi
Regioni di insediamento degli Assiri.

Mappa del genocidio assiro.
- località dove venne perpetrato il genocidio.
- Città che ricevettero i rifugiati.
- Altri centri maggiori.
Regioni di insediamento degli Assiri.

La Chiesa assira subì un periodo di persecuzione e sterminio da parte del governo dei Giovani Turchi negli anni 1915-1916. Molti credenti furono costretti a fuggire in Occidente. Il patriarca Mar Eshai Shimun XXIII, sebbene appartenesse alla stirpe dei patriarchi di Qochanis, crebbe in Gran Bretagna. Per diverso tempo i cristiani assiri cercarono di fondare uno stato autonomo in Iraq, ma nel 1933 subirono un secondo sterminio, dopo quello patito durante la prima guerra mondiale. Lo stesso Eshai Shimun XXIII venne costretto a rifugiarsi a Cipro, da dove poi emigrò a Chicago per stabilirsi infine a San Francisco.
La comunità cattolica caldea era poco numerosa al tempo del mandato britannico in Palestina, ed ebbe un ruolo marginale nel governo britannico della regione. Tuttavia dopo l'esodo dei membri della Chiesa d'Oriente, la Chiesa cattolica caldea divenne il più importante gruppo religioso non musulmano in Iraq. Nel secondo dopoguerra alcuni di essi salirono al potere all'interno del partito Baˁth, tra di essi il più importante fu il vice primo ministro dell'Iraq Tariq Aziz (nato Mikhail Yuhanna, 1936-2015).
Nel 1964, la questione della successione ereditaria del patriarcato scatenò un nuovo scisma: nel 1972 una parte della comunità irachena, non accettando più l'usanza della successione da zio a nipote, elesse a patriarca Mar Thoma Darmo. Si ricreò la situazione, già nota in Occidente, di un anti-papa e di un papa. Il legittimo patriarca Mar Eshai Simone (Shimun) XXIII, l'anno seguente (1973) rassegnò le dimissioni e si sposò, lasciando vacante il seggio. Nel 1975, mentre erano in corso dei negoziati per il suo possibile reinsediamento, fu assassinato. Il successore di Simone fu Mar Dinkha IV (1976). Dopo sette secoli, il nuovo patriarca non fu più nominato dal patriarca uscente, ma fu eletto. Mar Dinkha IV annunciò la definitiva cessazione della successione ereditaria. Questo editto ha rimosso qualsiasi altra disputa, tuttavia esiste ancora rivalità tra i patriarcati rivali, con Mar Addai (successore di Mar Thomas Darmo) a capo di uno scisma dal nome Antica Chiesa d'Oriente. La Chiesa assira ha una doppia gerarchia, anche se i due patriarchi si considerano in comunione tra di loro.
L'11 novembre 1994, uno storico incontro tra Mar Dinkha IV e papa Giovanni Paolo II nella sede del Vaticano portò alla firma della «Comune dichiarazione cristologica». Una delle conseguenze di questo atto fu la ripresa dei contatti ufficiali tra la Chiesa assira e la Chiesa cattolica caldea.
Dal 1976 al 2015 è stato Patriarca della Chiesa assira d'Oriente Mar Dinkha IV (già vescovo di Teheran), il quale fin dall'elezione ha posto la sua sede a Chicago (Illinois), negli Stati Uniti. Per un'antica tradizione, i vescovi della Chiesa assira possono provenire solo dal "clero bianco", cioè dai monaci. Inoltre, ad essi è richiesto il celibato.
Il 16 settembre 2015 è stato eletto a Erbil il patriarca Mar Gewargis III Sliwa, che ha deciso di spostare la sede patriarcale a Erbil, in Iraq. L'8 settembre 2021 è stato eletto nuovo patriarca Mar Awa III, il primo vescovo della Chiesa assira d'Oriente nato negli Stati Uniti.

## Patriarchi della Chiesa assira d'Oriente
Per la lista dei patriarchi della Chiesa d'Oriente prima del 1552, v. Chiesa d'Oriente#Cronotassi dei Patriarchi della Chiesa d'Oriente

### Patriarchi 1552-1662
Linea di Eliyya, con sede nel Monastero di Rabban Ormisda presso Alqosh
- Elia VI ?
- Elia VII (VI) (1558-1591)
- Elia VIII (VII) (1591-1617)
- Elia IX (VIII) (1617–1660)

Linea di Shimun, in comunione con la Chiesa cattolica forse fino al 1662
- Shimun VIII Sulaqa (28 aprile 1553 confermato[38] - gennaio 1555 ucciso) - scelse Amida come sede
- Abdisho IV Maron (17 aprile 1562 confermato - 11 settembre 1570 deceduto) - mosse la sede a Seert
- Yab-Alaha IV Shimun (1577 o 1578 eletto - 1579 o 1580 deceduto) - mosse la sede a Urmia
- Shimun IX Denha (16 giugno 1581 confermato - 1600 deceduto)
- Shimun X Eliyya (1600–1638) - mosse la sede a Salmas; stabilì per la linea di Shimun la successione ereditaria; egli e i suoi due successori immediati inviarono a Roma delle professioni di fede delle quali non si sa se siano state giudicate adeguate
- Shimun XI Eshuyow (1638–1656)
- Shimun XII Yoalaha (1656–1662) - il successore abiurò la fede cattolica

### Patriarchi 1662-1830
Linea di Eliyya (nestoriana), con sede nel Monastero di Rabban Ormisda
- Elia X (IX) Yohannan Marogin (1660–1700)
- Elia XI (X) Marogin (1700–1722)
- Elia XII (XI) Denha (1722–1778)
- Eliyya XIII Ishoʿyahb (1778–1804)

Linea di Shimun (nestoriana), con sede a Qodchanis
- Shimun XIII Denha (1662–1700) – sceglie il nestorianesimo
- Shimun XIV Shlemon (1700–1740)
- Shimun XV Mikhail Mukhtas (1740–1780)
- Shimun XVI Yohannan (1780–1820)

Linea dei Josephiti (cattolica), con sede ad Amida (dal 1681)
- Yosep I (8 gennaio o 20 maggio 1681 nominato - 1695 dimesso)
- Yosep II Bet Ma'aruf (21 maggio o 18 giugno 1696 confermato - 1713 deceduto)
- Yosep III Maraugin (18 marzo 1714 confermato - 23 gennaio 1757 deceduto)[39]
- Yosep IV Hindi (25 marzo 1759 confermato - 1781 dimesso)
  - Augustin Hindi (1781 - 3 aprile 1827 deceduto) - amministratore patriarcale

### Patriarchi della Chiesa assira d'Oriente dal 1804 ad oggi

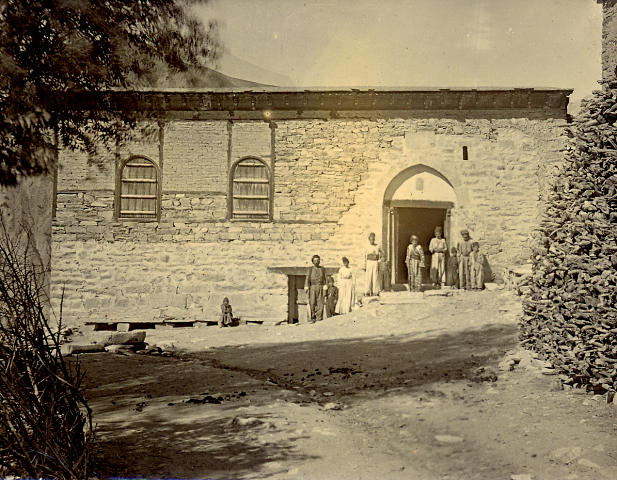
Il fianco sinistro della cattedrale patriarcale Mar Shalita a Qodchanis (1904), dove furono inumati diversi patriarchi della linea Shimun.

Linea di Shimun, con residenza a Qodchanis fino al 1915
- Shimun XVII Abraham (1820–1861)
- Shimun XVIII Rowil (1861–1903)
- Shimun XIX Benyamin (1903-18) – consacrato 16-enne; dal 1915 residente tra Urmia e Salmas; ucciso dai curdi[40]
- Shimun XX Paulos (1918-20) – fratello minore di Shimun XIX Benjamin; trasferì la sede a Mosul.
- Shimun XXI Eshai[41] (o Eşai o Işai) (1920–1975) – nipote dei due precedenti, consacrato all'età di appena 12 anni; nel 1933 costretto all'esilio, dapprima in Cipro e successivamente negli Stati Uniti (1940); rassegnò le dimissioni nel 1973. Con lui termina la Linea di Shimun.

Patriarcato elettivo:
- Denha (o Dinkha) IV (1976–2015) – il primo patriarca ad essere eletto dopo il 1580, abolì formalmente l'ereditarietà della carica nel 1973; risiedette a Chicago (Stati Uniti) dal 1980 fino alla sua morte nel 2015[42].
- Gewargis III (Giorgio III) Sliwa, dal 16 settembre 2015[43] all'8 settembre 2021
- Awa III (nato Daniel Royel), dall'8 settembre 2021[7]

## Struttura

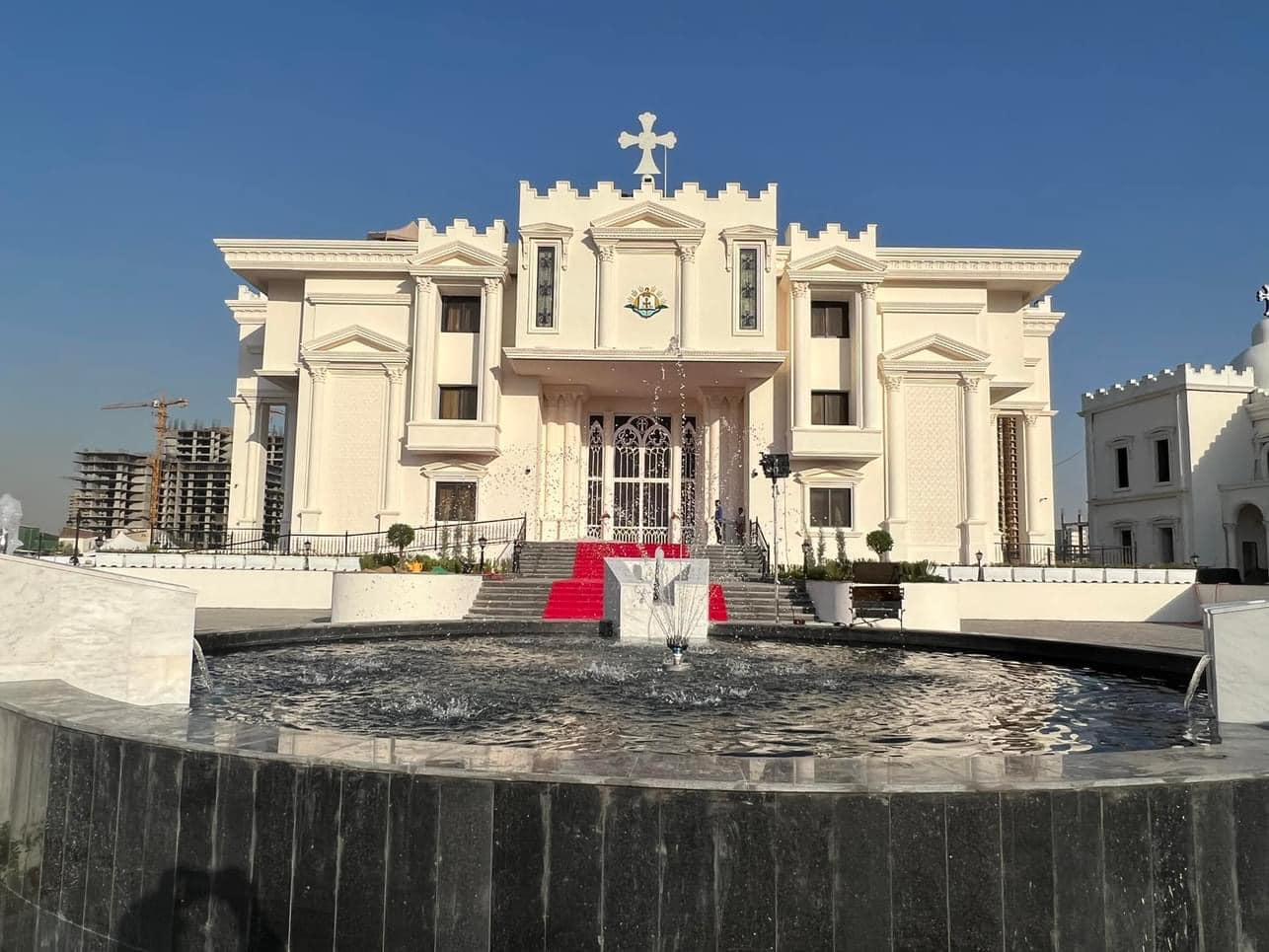
La sede patriarcale di Ankawa, Erbil.

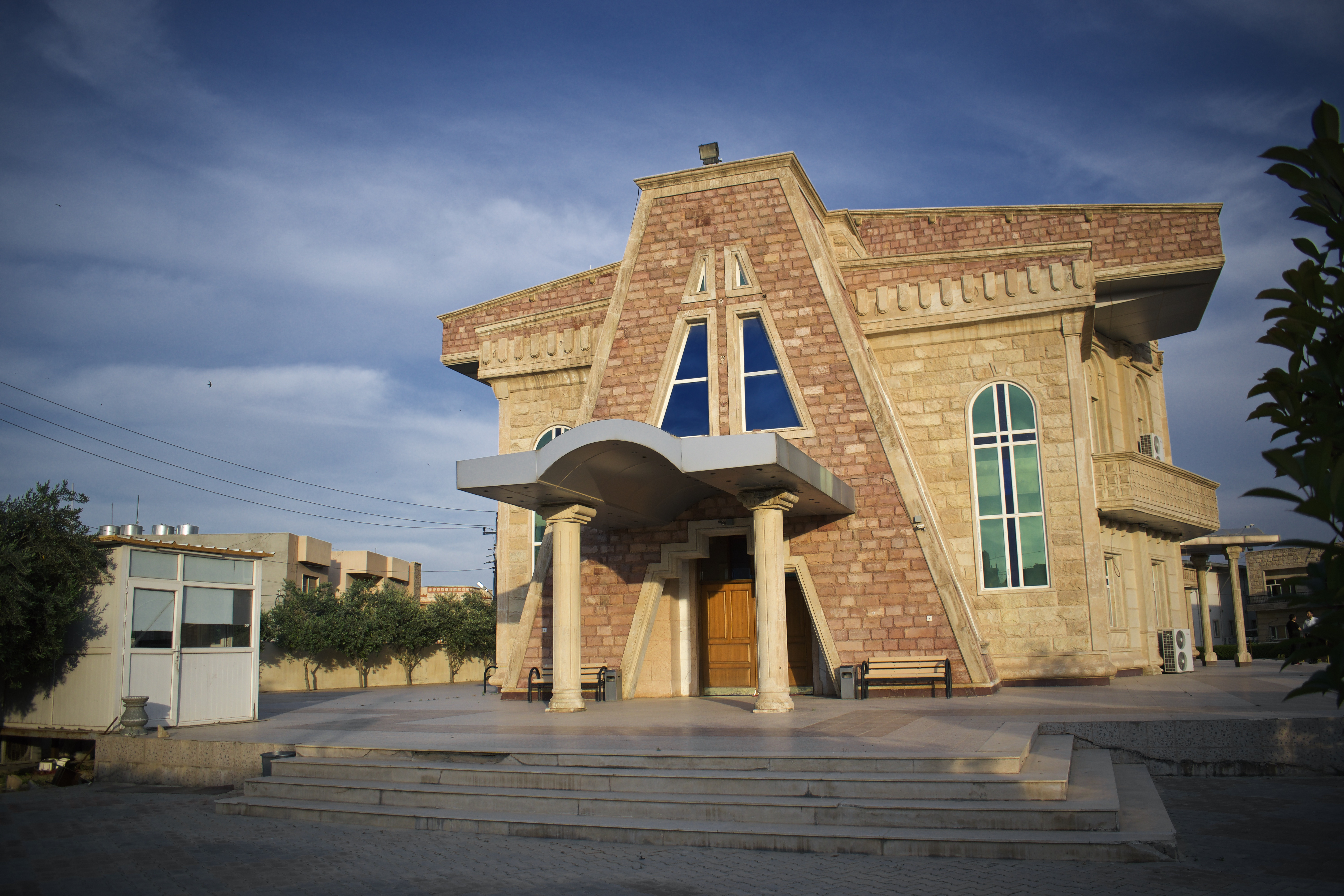
La cattedrale patriarcale di San Giovanni Battista di Ankawa, Erbil, inaugurata nel 2008.

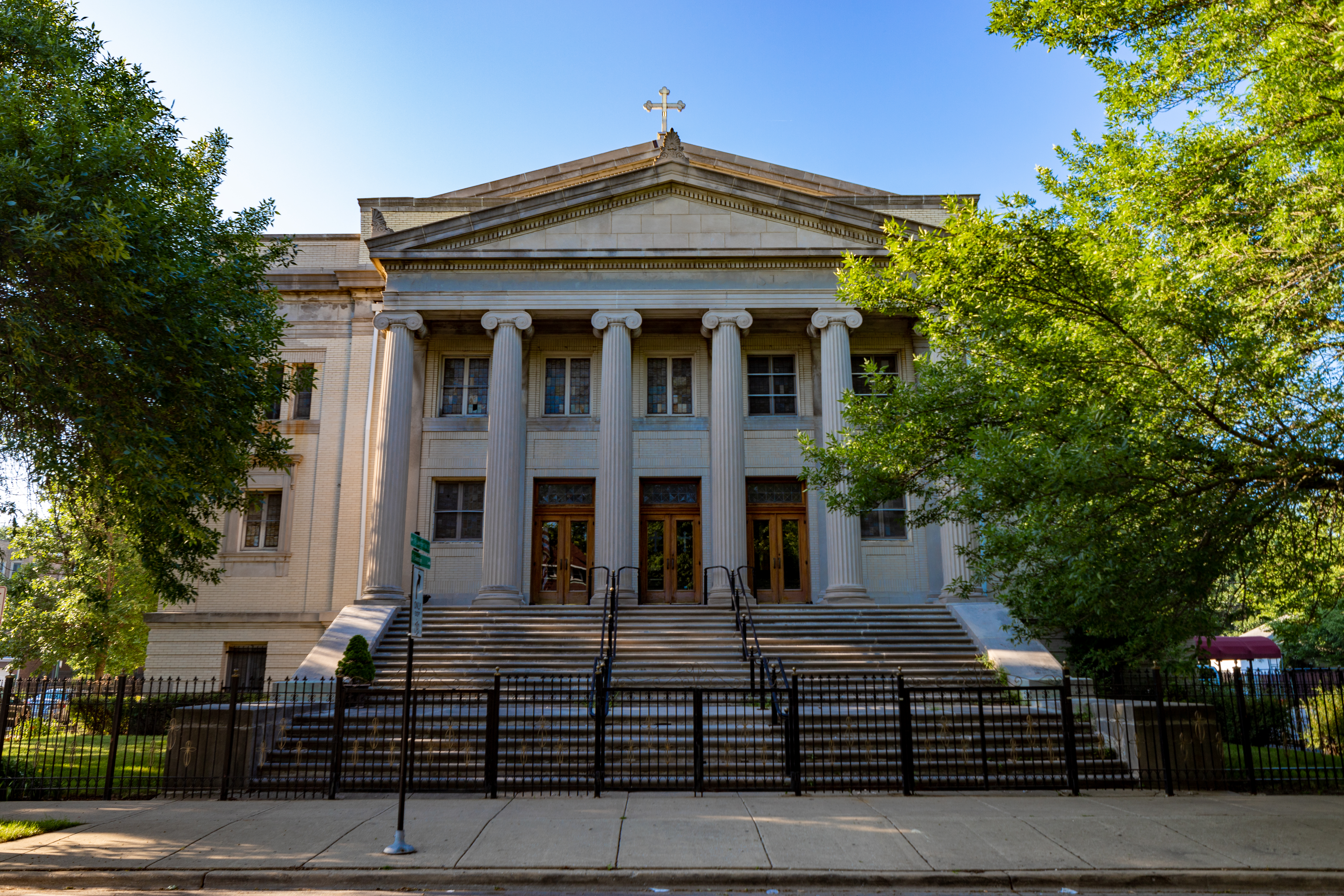
La cattedrale di Mar Gewargis a Chicago.

La Chiesa assira d'Oriente è organizzata in metropolie o arcidiocesi e in diocesi.
- Arcidiocesi dell'India e dei Paesi del Golfo
- Arcidiocesi di Australia, Nuova Zelanda e Libano - La diocesi di Australia e Nuova Zelanda è stata eretta nel 1984 e nel dicembre 2008 è stata elevata al rango di arcidiocesi.[45][46] Dal 2010 al metropolita è affidata anche la cura pastorale dei fedeli del Libano. L'arcidiocesi comprende nel 2024 5 parrocchie nel Nuovo Galles del Sud; la cattedrale è a Greenfield Park, sobborgo di Sydney.[47]
- Arcidiocesi di Siria - La diocesi è stata elevata al rango di arcidiocesi nella riunone del Santo Sinodo del 14-18 settembre 2022.[48]
- Diocesi di Victoria e Nuova Zelanda - Eretta nel 2016[49], il 16 luglio 2017 è stato consacrato il primo vescovo, Mar Benyamin Elya;[50] la cattedrale è a Coolaroo, sobborgo di Melbourne.[50]
- Diocesi di California - Eretta nel 1999 con il nome di "diocesi della California occidentale", ha assunto il nome attuale nel 2008.[51] Comprende 6 parrocchie; la cattedrale è a Modesto.[52]
- Diocesi degli Stati Uniti orientali - Sede propria del patriarca dal 1994 al 2012[53], con un proprio vescovo confermato dal Santo Sinodo nel 2015[54], comprende 8 parrocchie (Illinois, New York, Minnesota, Connecticut); la cattedrale è a Chicago.[55]
- Diocesi degli Stati Uniti occidentali - Eretta nel 1984,[51], comprende 8 parrocchie (Nevada, Texas, California, Arizona); la cattedrale è a Glendale (Arizona).[56]
- Diocesi del Canada - La cattedrale è la chiesa di Saint Mary di Toronto.[57]
- Diocesi dell'Europa occidentale - Eretta dal Santo Sinodo nella riunione del 13-18 maggio 2019 per separazione dalla diocesi d'Europa[58], comprende 10 parrocchie in 8 Stati europei (Regno Unito, Svizzera, Grecia, Belgio, Austria, Lussemburgo, Paesi Bassi e Francia); la cattedrale è a Londra;[59] dal 2022 ai vescovi è affidata anche la cura pastorale dei fedeli della Chiesa assira d'Oriente presenti in Ucraina[48].
- Diocesi di Scandinavia e Germania - Già diocesi d'Europa, ha modificato il proprio nome in quello attuale nel 2019, dopo la cessione di una parte del proprio territorio per l'erezione della diocesi dell'Europa occidentale;[58] sede della diocesi è Stoccolma.
- Diocesi di Erbil - Dopo il trasferimento della sede patriarcale dagli Stati Uniti all'Iraq, Erbil è diventata la sede propria del patriarca. Questa decisione è stata confermata dal Santo Sinodo nelle riunioni del 2015[54] e del 2021.[60]
- Diocesi di Nohadra e Ninive - Eretta nel 1999[53], il nuovo vescovo, Mar Abris Youkhannan, è stato intronizzato nella cattedrale Santa Maria di Dohuk il 1º ottobre 2023.[61]
- Diocesi di Baghdad - L'attuale vescovo, Mar Elia Isaac, è stato consacrato il 3 novembre 2019.[62]
- Diocesi dell'Iran - Dal 2022 ai vescovi dell'Iran sono affidate anche le parrocchie della Chiesa assira d'Oriente presenti in Armenia e Georgia.[48]
- Diocesi della Russia - Dal 2022 è affidata momentaneamente in amministrazione al patriarca.[48]

Diverse comunità di fedeli della Chiesa assira d'Oriente si trovano anche in Georgia, Armenia, Russia, Ucraina. Esiste una sola parrocchia di fedeli in Cina, la cui origine è molto antica, e un'altra a Mosca.